# Dipartimento di Maipú (Mendoza)

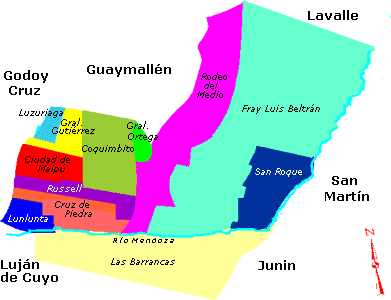
Mappa dei distretti di Maipú

Maipú è un dipartimento argentino, situato nella parte nord-occidentale della provincia di Mendoza, con capoluogo Maipú.

## Geografia fisica
Esso confina con i seguenti dipartimenti: Godoy Cruz, Guaymallén, Lavalle, San Martín, Junín e Luján de Cuyo.

## Società

### Evoluzione demografica
Secondo il censimento del 2001, su un territorio di 617 km², la popolazione ammontava a 153.600 abitanti, con un aumento demografico del 22,56% rispetto al censimento del 1991.
Abitanti censiti

## Amministrazione
Il dipartimento, come tutti i dipartimenti della provincia, è composto da un unico comune, suddiviso in 12 distretti (distritos in spagnolo), che corrispondono agli agglomerati urbani disseminati sul territorio:
- Coquimbito
- Cruz de Piedra
- Fray Luis Beltrán
- General Gutiérrez
- General Ortega
- Barrancas
- Lunlunta
- Luzuriaga
- Maipú, sede municipale
- Rodeo del Medio
- Russell
- San Roque